# یاروگنگویه
یاروگنگویه (به لاتین: Jarogniewie) یک روستا در لهستان است که در گمینا واوچ واقع شده‌است.